# Liparis crenulata
Liparis crenulata là một loài phong lan đặc hữu của Sumatra và Java.